# PSR B1919+21
PSR B1919+21 este un pulsar, cu o perioadă de 1,3373 secunde. și cu un timp de puls de 0,04 secunde. Este de remarcat că acesta este primul pulsar descoperit vreodată (în iulie 1967 de către Jocelyn Bell Burnell și Antony Hewish de la Universitatea Cambridge). Numele original al PC 1919 și PSR J1921 2153. Este situat în constelația Vulpecula.
Cei doi au detectat un semnal regulat cu frecvența de un puls la câteva secunde, constând în pulsuri de radiație electromagnetică - semnale radio. Steaua neutronică a fost denumită mai târziu CP 1919. Aceasta emite radiație sub formă de unde radio, dar s-au descoperit pulsari care emit raze X și/sau raze gamma. Înainte ca adevărata natură a acestui obiect astronomic (și a pulsarilor în general) să fie determinată, s-a pus problema dacă nu cumva semnalul este emis de o formă de viață extraterestră inteligentă. A fost denumită inițial LGM de la "Little Green Men", numele ipoteticei civilizații.